# Downtown: A Street Tale
Downtown: A Street Tale es una película dramática estadounidense de 2004 protagonizada por Joey Dedio, Eliud Figueroa, Geneviève Bujold, John Savage, Flora Martínez y Burt Young. Fue dirigida por Rafal Zielinski.

## Sinopsis
La película se centra en un grupo de adolescentes que viven en el sótano de una fábrica abandonada en la 10.ª Avenida de Manhattan. Su líder es el ex drogadicto y estafador Angelo (alias Kick), que sirve como figura paterna de la heterogénea pandilla que incluye al peluquero gay afroamericano Lamont; al hispano con discapacidad mental Tito; a la estríper latina Ashley; a la drogadicta de clase alta Hunter; a la prostituta rumana Raquel; al músico de rock de Texas Billy y a su novia embarazada Cheri. Sus historias se cuentan en una serie de viñetas que se desarrollan en los días previos a la Navidad.

## Reparto
- Joey Dedio - Angelo
- Geneviève Bujold - Aimee Levesque
- John Savage - H2O
- Burt Young - Gus
- Lillo Brancato - Lenny
- Michael Wright - Rudy
- Chad Allen - Hunter
- Flora Martínez - María